# San José de Colinas
San José de Colinas è un comune dell'Honduras facente parte del dipartimento di Santa Bárbara.
Il comune venne istituito il 28 gennaio 1812 con la denominazione "Nueva Florida de San José".